# Váleční sirotci Sibiře

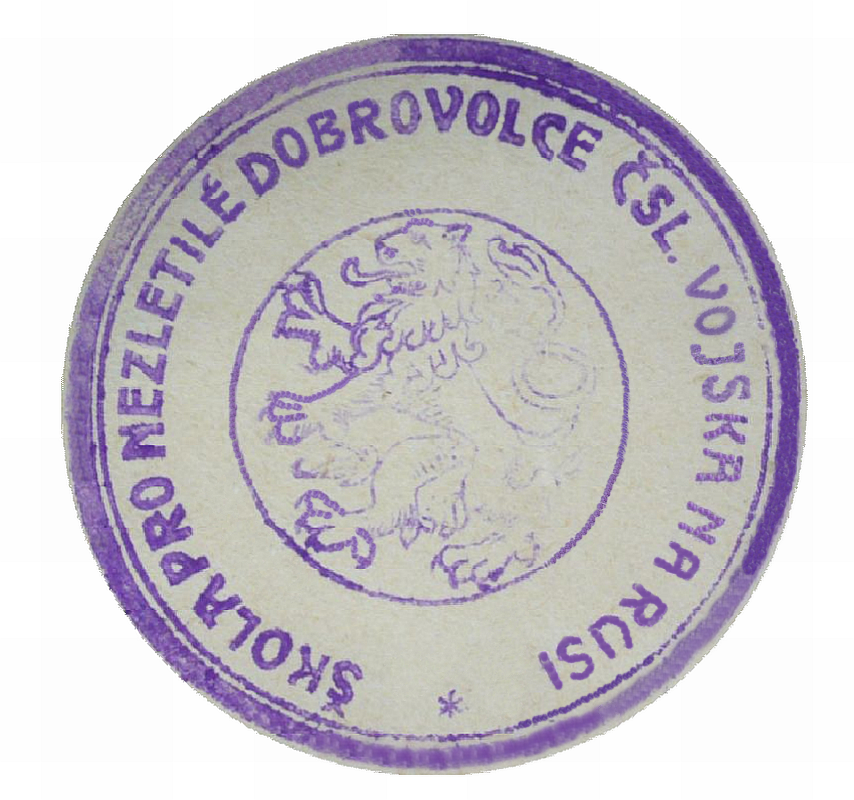
Originální razítko školy pro nezletilé dobrovolce čsl. vojska na Rusi

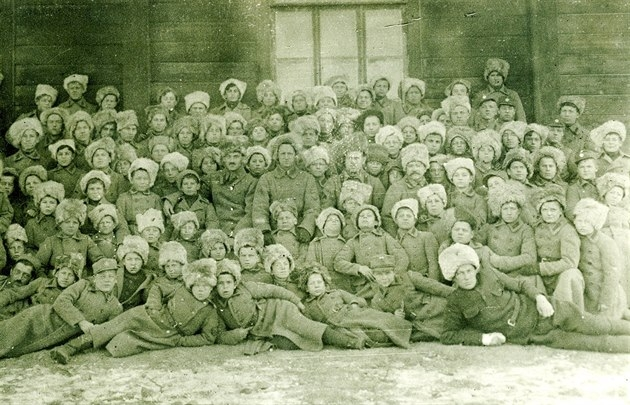
Škola nezletilých dobrovolců v Irkutsku v roce 1919

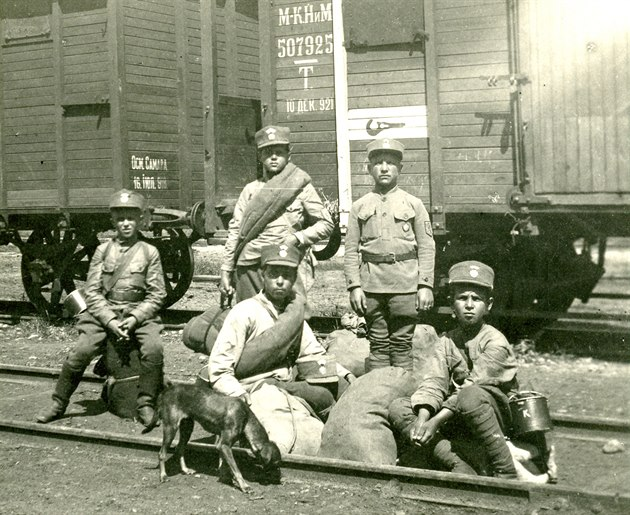
Mladí dobrovolníci u 3. střeleckého pluku Jana Žižky z Trocnova

Váleční sirotci Sibiře („legionářské děti“) jsou chlapci, kteří ztratili rodiče během první světové války a uchýlili se k československým legionářům na ruské frontě mezi lety 1916 – 1920. S legionáři se poté vrátili do nově vzniklé Československé republiky.
Šlo o chlapce ve věku 8 – 18 let jedenácti různých národností, mezi něž patřili Rusové, Poláci, Volyňští Češi, Karpatorusové, Ukrajinci, Tataři, Baškýři, Latyši, Řekové, Gruzíni, Mordvini. Mluvili takzvanou „magistrálštinou“, což byla směsice jazyků používaná sirotky, kteří se zdržovali u legionářských vagónů podél Transsibiřské magistrály. První světová válka je připravila o rodiče a v důsledku toho se dostali do životní nouze. Situaci nepomohl ani bolševický puč v roce 1917. Hlad přivedl děti k legionářům, kteří jim poskytovali jídlo. Po marných pokusech nalézt jejich rodiče se sirotků legionáři ujímali. Shromažďovali se u různých pluků, největší počet a to 20 chlapců se sešel u 4. pěšího pluku Prokopa Holého. Sirotci se chtěli stát válečnými dobrovolníky, a proto za podpory československých legionářů vyráželi i na průzkumné akce.

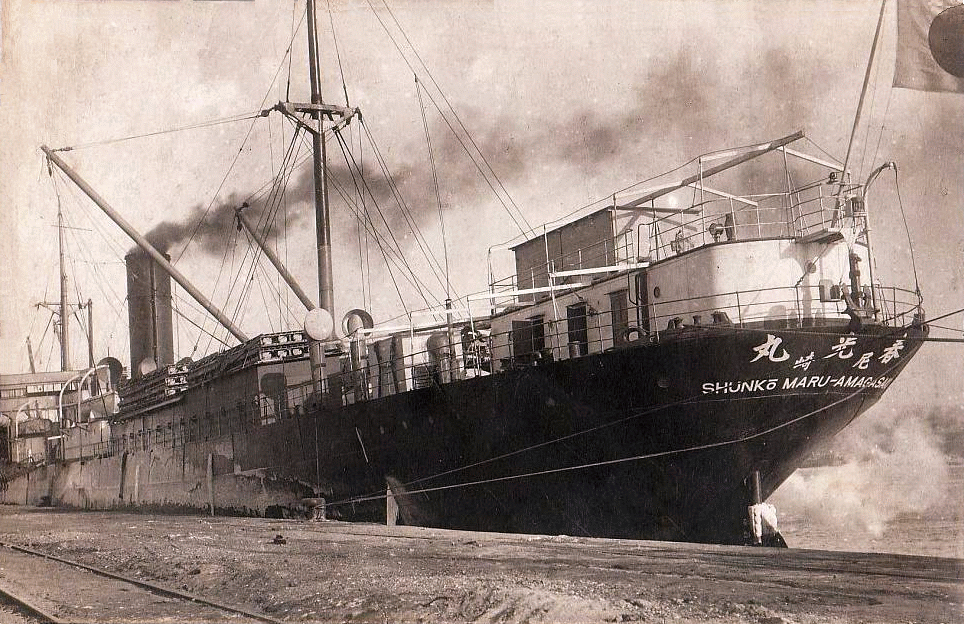
Japonská loď Shunko Maru přepravující legionáře a sirotky z Vladivostoku do Terstu

## Škola nezletilých dobrovolců
Ze všech pluků bylo staženo 104 sirotků do Irkutska, kde pro ně byla zřízena „Škola nezletilých dobrovolců“.
Generál Syrový jmenoval 7. července 1919 velitelem vznikající školy podporučíka Jana Kyselu a jako staršího učitele Václava Valentu. 15. července 1919 nastoupilo do školy celkem 35 chlapců. Postupně se přidávaly další děti, až konečné číslo činilo celkem 104 žáků. Ve škole se učili číst, psát a počítat. Dále se zde učili ruskému a českému jazyku, přírodopisu, přírodozpytu (fyzika, chemie), dějepisu a zeměpisu. Nechyběla ani mravouka a zpěv. Na programu byly i pochodové písně a cvičební řád pro pěchotu. Vše probíhalo ve vojenských uniformách. Každý žák denně dostával časopis Československý denník. Mimo chlapce se do školy přesunuli i sanitáři, kteří se starali o dobrý zdravotní stav dobrovolců.

## Přesun do Československa

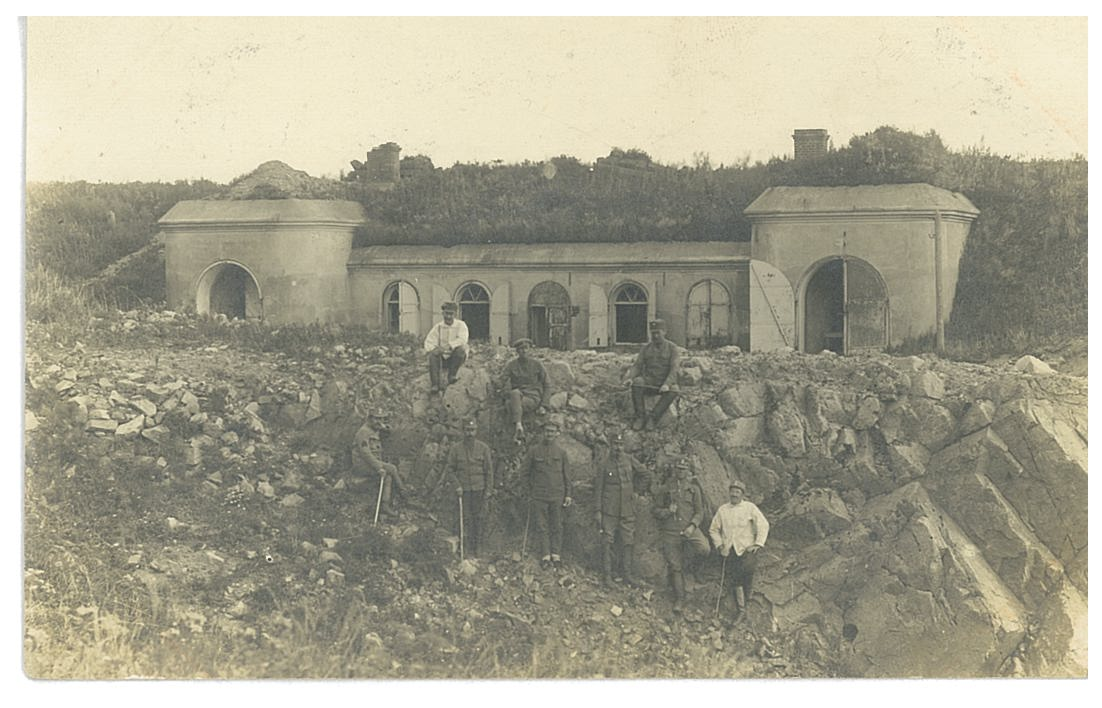
Dočasná škola pro sibiřské válečné sirotky poblíž Vladivostoku na tzv. Ruském ostrově

Při legionářské anabázi probíhala výuka ve vagonech jedoucích přes Transsibiřskou magistrálu do Vladivostoku. Na odsun z Ruska čekali váleční sirotci poblíž Vladivostoku na tzv. Ruském ostrově. Zde byli až do doby, kdy byl zorganizován přesun transportem číslo 15. Cesta japonským zaoceánským parníkem Shunko Maru byla zahájena 24. prosince 1919 a trvala necelé dva měsíce. Do Terstu transport dorazil 12. února 1920. Z Terstu se vlakem dostali do Českých Budějovic.

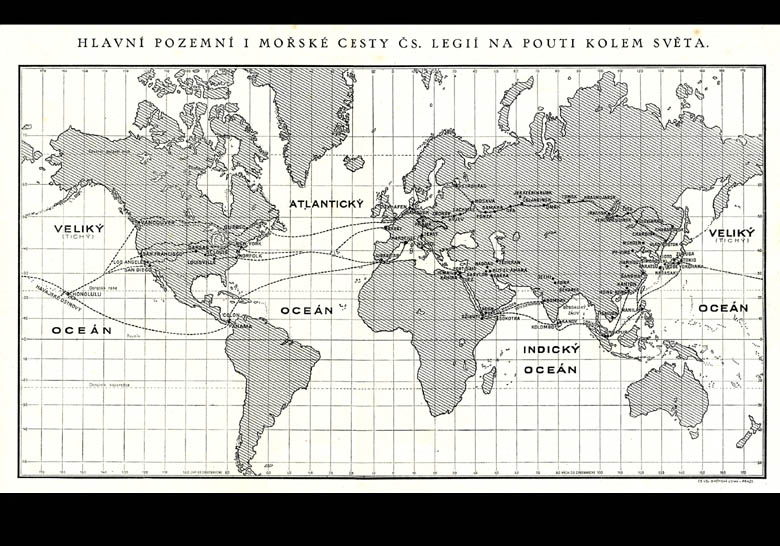
Hlavní pozemní i mořské cesty československých legií na pouti kolem světa

## V Československu

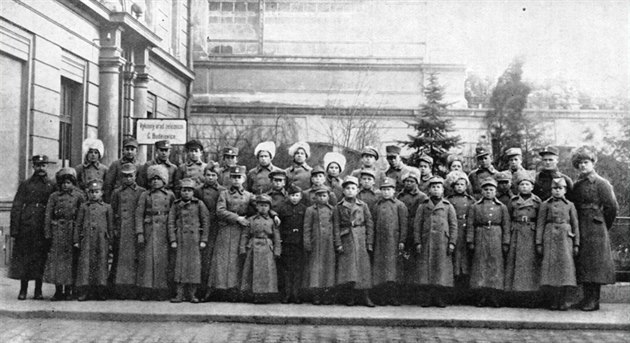
Sirotci svou cestu ukončili v únoru 1920 v Českých Budějovicích

Pro chlapce v Českých Budějovicích vznikla další škola. Byli rozděleni podle věku na 2 skupiny.
- 1. skupina byla pro chlapce do věku 14 let a pokračovali dále v základním vzdělávání.
- 2. skupina byla pro chlapce starší 15 let a ti byli umístěni na různá učiliště či do zaměstnání.

Průběžně se sirotků ujímaly české a slovenské rodiny.

## Vlastní děti legionářů
Společně se sirotky do Československé republiky postupně přicházeli i legionáři s novými manželkami a jejich společnými dětmi (necelých 700), což mnohým z nich přineslo komplikace, jelikož před odchodem do války již byli ženatí a měli potomky.